# Coptocera seminigrum
Coptocera seminigrum is een keversoort uit de familie withaarkevers (Dascillidae). De wetenschappelijke naam van de soort is voor het eerst geldig gepubliceerd in 1895 door Fairmaire.